# Kiss Zoltán László
Kiss Zoltán László (Szigetvár, 1949. április 18. – Budapest, 2014. január 24.) magyar festő, rajztanár.

## Életpályája
1963–1967 között a budapesti Képző- és Iparművészeti Szakközépiskolába járt, majd 1968-ban ott kezdett el tanítani. Közben 1969 és 1975 között elvégezte a Magyar Képzőművészeti Főiskolát, ahol mestere Iván Szilárd volt. A főiskola elvégzése után tagja lett az akkori Művészeti Alapnak (jelenleg Magyar Alkotóművészek Országos Egyesülete, MAOE), az akkori Magyar Képzőművészek Szövetségének (ma Magyar Képzőművészek és Iparművészek Szövetsége, MKITSZ), valamint a Fiatal Képzőművészek Stúdiójának. Alapító tagja volt a Csongrádi Művésztelepnek (1978), az Art9 néven működő Ferencvárosi Képzőművészek Egyesületének (1994), a Szentendrei Régi Művésztelep Kulturális Egyesületnek (1996), valamint a Szolnoki Képzőművészek Társaságának (2012). 1996–2011-ig a Szentendrei Művésztelepen, 2003–2006 között a Szolnoki Művésztelepen dolgozott.  2007-től 2011-ig a Képző- és Iparművészeti Szakközépiskola igazgatója. 2013-ban a Magyar Festészet Napja Alapítvány kuratóriumának elnöke.
Pályája elején kialakított egy személyes festői forma- és színvilágot, amelyet azóta is folyamatosan és következetesen épít. Ennek lényege a majdnem monokróm színskála; vezető színe a barna, a transzparens, meleg Van Dyck-barnától a feketés-barnáig; más színt alig használ, csak némi feketét, a kompozíció egyes csomópontjainál néha különböző kis színes foltokat, néha a barna színállást a szürkék variációival váltja fel. Képeinek fontos része a rajzi elem sok kompozíciója szimbolikus mellkép elvonatkoztatott alakokról. Figuráinak megfogalmazása expresszionista eredetű, Kondor Bélánál kiteljesedő egyszerűsített, szilvamag-szemű, háromszög orrú fejek egyéni variálása. Akvarelljei ezzel szemben színesebbek, élénk koloritúak, kontrasztosak, keményebben fogalmazottak.

## Tanulmányutak
- 1978 Bulgária[2]
- 1981 Törökország[2]
- 1998 Erdély[2]
- 2002 Japán[2]
- 2012 Goa[5]

## Díjak, elismerések
- Derkovits-ösztöndíj (1976–1979)
- Cziffra Alapítvány ösztöndíja (1982)
- Római Magyar Akadémia ösztöndíja (1988)
- a hatvani 5. Országos Biennále ezüst diplomája[1]
- a nürnbergi nemzetközi szemle díja[1]
- a Madách-pályázat díja[1]

## Kiállításai

### Egyéni kiállításai
- Kaposvár (1976)
- Városi Könyvtár, Hatvan (1978)
- Frankfurt am Main (1978)
- Művelődési Ház, Csongrád (1980)
- Stúdió Galéria, Budapest (1980)
- Kunstmesse, Bázel (1980)
- Galerie Hüsstege, s'Hertogenbosch, Hollandia (1981)
- Párizs (1981,[6] 1983[7])
- Senlis, Franciaország (1981,[6] 1983[7])
- Saint-Germain-en-Laye (1981,[6] 1983[7])
- Dunkerque (1981,[6] 1983[7])
- Horváth Endre Galéria, Balassagyarmat (1981,[6] 1983[7])
- Helikon Galéria, Budapest (1983)
- Galerie Mensch, Hamburg (1985)
- Art Fair, Stockholm (1985)
- Csók István Galéria, Budapest (1985)
- Galerie Ermitage, Nyugat-Berlin (1987)
- Nürnberg (?)[1]
- Szolnoki Művésztelepi Galéria (2003)
- Szolnoki Művésztelepi Galéria (2004)
- Art9 Galéria, Budapest (2007)
- Art9 Galéria, Budapest (2011. április 1–15.)[8]
- Sárkányvetés – Kamarakiállítás a Néprajzi Múzeumban (2009. szeptember 26-tól)[9]

### Csoportos kiállításai
- Stúdió-kiállítások
- a Szegedi Nyári Tárlatok kiállításai
- a Szegedi Táblakép Biennálék kiállításai
- Az Áldozat Szabadsága – A Szolnoki Művészeti Egyesület ünnepi kiállítása, Szolnoki Művésztelep (2006. október 23. – november 5.)[10]
- A Szentendrei régi művésztelep című könyv bemutatója és kiállítása, Sopron (2007. október 20. – 2008. március 28.)[11]
- A Magyar Festészet Napjához kapcsolódó őszi tárlat: Rác András kamarakiállítás: válogatás a Régi Művésztelep alkotóinak 2010-ben készült munkáiból. – Albertfalvi Közösségi Ház, Budapest (2010. október 6. – november 7.)[12]
- A Szentendrei Régi Művésztelep mesterei és mai alkotói, Keszthely (2010. október 17. – december 13.)[13]
- A Szolnoki Képzőművészeti Társaság alapító kiállítása a Szolnoki Galériában több művész alkotásaiból (2011. október 13. - december 10.)[14]
- Indiai sugallat – Delhi Magyar Tájékoztatási és Kulturális Központ, Budapest (2012 tavasza)[5]
- Indiai sugallat – Indiai Kulturális Központ, Budapest (2012. október 29. – 2013. január 31.)[5]